# Velika nagrada Nemčije 1936
Velika nagrada Nemčije 1936 je bila druga dirka v sezoni 1936 Evropskega avtomobilističnega prvenstva. Potekala je 26. julija 1936 na nemškem dirkališču Nürburgring-Nordschleife pred 350.000 gledalci.

## Poročilo

### Pred dirko
Achille Varzi, Auto Union, se dirke ni udeležil, zato je priložnost dobil Rudolf Hasse, za katerega je bila to prva dirka kariere. To je sprožilo več različnih govoril o razlogu za neudeležbo italijanskega dirkača. Moštvo Mercedes-Benza je kot običajno na domači dirki nastopalo z največjim število dirkalnikov, ki jih pravila dovoljujejo za posamezno moštvo, petimi. Britanski dirkač Richard Seaman je nastopil za moštvo Scuderia Torino v dirkalniku Maserati V8RI, tako da je Carlo Felice Trossi nastopal s starejšim dirkalnikom Maserati 4CL z 2,5 litrskim motorjem. 
Na prostih treningih je najhitrejši čas postavil Rudolf Caracciola, 10:03, drugi najhitrejši je bil Manfred von Brauchitsch s časom 10:05, tretji Bernd Rosemeyer s časom 10:07, četrti pa Hermann Lang s časom 10:09. Štartno vrsto je določil žreb. 

### Dirka
Kar 350.000 gledalcev si je prišlo ogledati nov dvoboj med Nuvolarijem, Rosemeyerjem in Caracciolo. Rosemeyer in Ferrarijevi dirkači so si za dirko izbrali strategijo dveh postankov v boksih, večina ostalih pa je bila na taktiki enega postanka v boksih. 
Štart dirke je bil točno ob enajsti uri, najhitreje je štartal Manfred von Brauchitsch, Rosemeyer se je iz tretje vrste prebil na drugo mesto, Lang, ki mu je ob štartu sledil, pa na tretje. Za njimi so bili še Caracciola, Hans Stuck, Luigi Fagioli, Louis Chiron in ostali. V drugem krogu je vodstvo prevzel Rosemeyer, Lang se je prebil na drugo mesto. Von Brauchitsch je s tem padel na tretje mesto. Lang pa je bil v težavah zaradi zloma prsta na roki, ki ga je utrpel pri prestavljanju navzdol pri Brünnchnu. Težave je imel tudi von Brauchitsch, ki je počasi zapeljal v bokse na osemminutni postanek. Stuck je v ovinku Südkehre prehitel Nuvolarija, tako da je bil vrstni red: Rosemeyer, ki je imel s prvim krogom pod desetimi minutami v zgodovini dirkališča že dvajsetsekundo prednost, Lang, Caracciola in Stuck. Slaba dirka za Mercedes se je nadaljevala, saj je moral Caracciola že krog kasneje odstopiti zaradi okvare dirkalnika.
V sedmem krogu je Rosemeyer opravil svoj prvi postanek v boksih za dolivanje goriva in menjavo pnevmatik, ki je trajal dvainštirideset sekund, na postanek so zavili tudi Nuvolari, Carlo Felice Trossi, Antonio Brivio in Ernst von Delius. Na polovici dirke so še preostali dirkači zavili na postanek v bokse, tudi Hermann Lang, ki je prvič v kariere vodil na dirki za Veliko nagrado, toda ob postanku je njegov dirkalnik prevzel Caracciola. To potezo so gledalci sprejeli z glasnim neodobravanjem, ki ni ponehalo dokler uradni napovedovalec ni pojasnil, da je Lang potreboval zdravniško oskrbo. Von Brauchitsch se je ob postanku vdal in Lang je z imobiliziranim prstom prevzel njegov dirkalnik. Po dvanajstih krogih je imel Rosemeyer, ki je še vedno dirkal na polno, že dve minuti in pol prednosti pred Nuvolarijem, tretji je bil Caracciola. V trinajstem krogu je Chiron v ovinku Antoniusbuche trčil pri visoki hitrosti, ko je dirkalnik odneslo s steze in se je prevrnil. Monaškega dirkača so odpeljali v bolnišnico s poškodbami glave in rame. Poškodbe niso bile resne, toda to je bila vseeno njegova zadnja dirka za Mercedes. 
V štirinajstem krogu sta tako Rosemeyer, kot tudi Caracciola opravila svoja druga postanka v boksih, Nuvolari pa je moral iz drugega mesta odstopiti zaradi težav s svečkami. Seaman, ki je odstopil zaradi okvare zavor, je prevzel Trossijev dirkalnik, drugi postanek pa je opravil tudi Brivio. Na postanek je zapeljal tudi von Delius z močno ožuljenimi rokami, toda moral je nadaljevati, ker v boksih ni bilo pripravljenega nobenega nadomestnega dirkača. Caracciola je tudi z Langovim dirkalnikom odstopil, Fagioli pa je po tem, ko ga je Rosemeyer prehitel za krog, zavil v bokse in šefu moštva Alfredu Neubauerju povedal, kaj si misli o Mercedesovem dirkalniku. Neubauer je ukazal Fagioliju, da je zapusti dirkalnik, ki ga je prevzel Caracciola. Rosemeyer je v zadnjih krogih lahko upočasnil in pozdravljal številne gledalce, vseeno pa je imel ob koncu štiriminutno prednost pred moštvenim kolego Stuckom, tretji je bil Brivio, četrti debitant Hasse, peti pa Caracciola. Sledila sta jim dva dirkača, ki sta dirkala v bolečinah, von Delius je imel ob koncu krvave roke, Lang pa je močno obžaloval, da je nadaljeval z dirko z zlomljenim prstom. 

## Rezultati

### Štartna vrsta
| _______3_______ Nuvolari Alfa Romeo   |                                          | _______2_______ Stuck Auto Union |                                               | _______1_______ Wimille Bugatti       |
|                                       | _______5_______ Caracciola Mercedes-Benz |                                  | _______4_______ von Brauchitsch Mercedes-Benz |                                       |
| _______8_______ Dreyfus Alfa Romeo    |                                          | _______7_______ Trossi Maserati  |                                               | _______6_______ Rosemeyer Auto Union  |
|                                       | _______10______ Seaman Maserati          |                                  | _______9_______ Lang Mercedes-Benz            |                                       |
| _______13______ Fagioli Mercedes-Benz |                                          | _______12______ Rens Bugatti     |                                               | _______11______ Brivio Alfa Romeo     |
|                                       | ______15_______ Severi Alfa Romeo        |                                  | _______14______ Chiron Mercedes-Benz          |                                       |
| _______18______ Cholmondeley Maserati |                                          | _______17______ Hasse Auto Union |                                               | _______16______ von Delius Auto Union |
|                                       | ______20_______ Zanelli Maserati         |                                  | _______19______ Sommer Alfa Romeo             |                                       |

### Dirka
| Poz | Št | Dirkač                     | Moštvo                     | Dirkalnik          | Krogi | Čas/Odstop      | Št. m. | Toč |
| --- | -- | -------------------------- | -------------------------- | ------------------ | ----- | --------------- | ------ | --- |
| 1   | 4  | Bernd Rosemeyer            | Auto Union                 | Auto Union C       | 22    | 3:48:39,5       | 8      | 1   |
| 2   | 2  | Hans Stuck                 | Auto Union                 | Auto Union C       | 22    | +3:56.7         | 2      | 2   |
| 3   | 24 | Antonio Brivio             | Scuderia Ferrari           | Alfa Romeo 12C-36  | 22    | +8:25,5         | 13     | 3   |
| 4   | 8  | Rudolf Hasse               | Auto Union                 | Auto Union C       | 22    | +10:33,6        | 17     | 4   |
| 5   | 16 | Luigi Fagioli              | Daimler-Benz AG            | Mercedes-Benz W25K | 21    | +1 krog         | 11     | 4   |
| 5   | 16 | Rudolf Caracciola          | Daimler-Benz AG            | Mercedes-Benz W25K | 21    | +1 krog         | 11     |     |
| 6   | 6  | Ernst von Delius           | Auto Union                 | Auto Union C       | 21    | +1 krog         | 18     | 4   |
| 7   | 14 | Manfred von Brauchitsch    | Daimler-Benz AG            | Mercedes-Benz W25K | 21    | +1 krog         | 5      | 4   |
| 7   | 14 | Hermann Lang               | Daimler-Benz AG            | Mercedes-Benz W25K | 21    | +1 krog         | 5      |     |
| 8   | 32 | Carlo Felice Trossi        | Scuderia Torino            | Maserati 4CL       | 21    | +1 krog         | 7      | 4   |
| 8   | 32 | Richard Seaman             | Scuderia Torino            | Maserati 4CL       | 21    | +1 krog         | 7      |     |
| 9   | 40 | Raymond Sommer             | Privatnik                  | Alfa Romeo Tipo B  | 19    | +3 krogi        | 20     | 4   |
| 10  | 10 | Thomas Cholmondeley-Tapper | Privatnik                  | Maserati 8CM       | 18    | +4 krogi        | 16     | 4   |
| Ods | 20 | Hermann Lang               | Daimler-Benz AG            | Mercedes-Benz W25K |       |                 | 10     | 4   |
| Ods | 20 | Rudolf Caracciola          | Daimler-Benz AG            | Mercedes-Benz W25K |       |                 | 10     |     |
| Ods | 26 | Francesco Severi           | Scuderia Ferrari           | Alfa Romeo Tipo C  | 17    | Oljna črpalka   | 14     | 4   |
| Ods | 26 | René Dreyfus               | Scuderia Ferrari           | Alfa Romeo Tipo C  | 17    | Oljna črpalka   | 14     |     |
| Ods | 22 | Tazio Nuvolari             | Scuderia Ferrari           | Alfa Romeo 12C-36  | 13    | Zadnje vpetje   | 1      | 5   |
| Ods | 18 | Louis Chiron               | Daimler-Benz AG            | Mercedes-Benz W25K | 11    | Trčenje         | 15     | 5   |
| Ods | 28 | René Dreyfus               | Scuderia Ferrari           | Alfa Romeo 12C-36  | 7     | Vžig            | 6      | 6   |
| Ods | 34 | J. Walter Rens             | Privatnik                  | Bugatti T51        | 7     | Olje            | 12     | 6   |
| Ods | 12 | Rudolf Caracciola          | Daimler-Benz AG            | Mercedes-Benz W25K | 3     |                 | 4      | 7   |
| Ods | 30 | Richard Seaman             | Scuderia Torino            | Maserati V8-RI     | 2     | Zavore          | 9      | 7   |
| Ods | 36 | Jean-Pierre Wimille        | Automobiles Ettore Bugatti | Bugatti T59        | 2     | Menjalnik       | 3      | 7   |
| Ods | 38 | Juan Zanelli               | Scuderia Villapadierna     | Maserati 8CM       | 0     | Dovod goriva    | 19     | 7   |
| DNS |    | Goffredo Zehender          | Daimler-Benz AG            | Mercedes-Benz W25K |       | Rezervni dirkač |        | 8   |